# Premio di Stato dell'Unione Sovietica
Il premio di Stato dell'URSS (in russo Государственная премия СССР?) era un'onorificenza civile dell'Unione Sovietica, istituita nel 1966 dal Comitato Centrale del PCUS e dal Consiglio dei ministri dell'URSS, che veniva assegnata annualmente dal 1967, in occasione dell'anniversario della Rivoluzione d'ottobre, per particolari meriti nei campi della scienza e tecnologia, letteratura ed arte. Derivava dal precedente premio Stalin, abolito nel 1954 dopo la morte del dittatore, che sostituiva integralmente riprendendone anche la forma della medaglia. Oltre a questa ed al diploma, veniva consegnato al vincitore anche un importante premio in denaro.
Il premio poteva essere assegnato non solo alla singola persona ma anche ad un gruppo di lavoro o ad una specifica entità, nel numero massimo di cento premiati ogni anno. A seconda del campo di applicazione, poteva essere conferito come:
- "premio di Stato dell'URSS nel campo della scienza e della tecnologia" (Государственная премия СССР в области науки и техники);
- "premio di Stato dell'URSS nel campo della letteratura, arte ed architettura" (Государственная премия СССР в области литературы, искусства и архитектуры);
- "premio di Stato dell'URSS per i successi eccezionali nel lavoro" (Государственная премия СССР за выдающиеся достижения в труде).

Nel corso degli anni il premio è stato attribuito al massimo per tre volte ad una singola persona, tra i soli cinque pluripremiati si può citare l'ingegnere aerospaziale Vladimir Nikolaevič Čelomej.
Oltre al premio di Stato, esistevano premi minori simili conferiti dalle singole Repubbliche dell'Unione Sovietica ai propri cittadini. Il premio venne definitivamente abolito nel 1991 a causa della dissoluzione dell'Unione Sovietica, ma venne ripreso l'anno successivo come premio di Stato della Federazione Russa, il quale ha in seguito sostituito nello spirito anche il premio Lenin.